# Pyramoides
Pyramoides is een geslacht van kevers uit de familie van de loopkevers (Carabidae). De wetenschappelijke naam van het geslacht is voor het eerst geldig gepubliceerd in 2002 door Bousquet.

## Soorten
Het geslacht Pyramoides omvat de volgende soorten:
- Pyramoides crassicornis (Putzeys, 1846)
- Pyramoides oblongicollis (Putzeys, 1861)